# Aksel Lund Svindal
Aksel Lund Svindal (* 26. Dezember 1982 in Lørenskog) ist ein ehemaliger norwegischer Skirennläufer. Er gehört zu den erfolgreichsten Skiathleten der Gegenwart. Als Allrounder gewann er im Alpinen Skiweltcup in vier von fünf Disziplinen 36 Rennen, was norwegischer Rekord ist. In den Saisonen 2006/07 und 2008/09 gewann er den Gesamtweltcup und konnte zudem neun Weltcup-Disziplinenwertungen für sich entscheiden. Er wurde zweimal Olympiasieger und fünfmal Weltmeister. Hinzu kommen mehrere weitere Medaillen bei Olympischen Spielen und Weltmeisterschaften sowie 21 norwegische Meistertitel.

## Biografie

### Jugend und Aufstieg
Svindal erlernte das Skifahren im Alter von drei Jahren. Er wuchs zunächst in Fetsund auf, später in Skedsmo. Als er acht Jahre alt war, wurde er durch den Tod seiner Mutter zum Halbwaisen. Mit 15 Jahren zog er nach Oppdal ins dortige Sportgymnasium, das er vier Jahre später abschloss. FIS-Rennen bestritt Svindal ab Dezember 1998, ab November 2000 startete er auch im Europacup. Bedeutende internationale Erfolge konnte er erstmals bei den Juniorenweltmeisterschaften 2002 in Tarvis feiern. Dort gewann er die Goldmedaille in der Kombinationswertung, die Silbermedaille im Super-G sowie je eine Bronzemedaille in der Abfahrt und im Slalom. Früh galt er als möglicher Nachfolger der erfolgreichen norwegischen Skirennläufer Kjetil André Aamodt und Lasse Kjus.
Sein Debüt im Weltcup hatte Svindal am 28. Oktober 2001 beim Riesenslalom von Sölden. Im Winter 2002/03 konnte er sich an der Spitze des Europacups etablieren. Er gewann fünf Rennen, womit er die Slalomwertung für sich entschied und in der Gesamtwertung den dritten Platz belegte. Weltcuppunkte gewann Svindal erstmals am 15. Dezember 2002 mit Platz 23 im Riesenslalom von Val-d’Isère. Fünf Tage später fuhr er im Super-G von Gröden mit der hohen Startnummer 56 überraschend auf den sechsten Platz. Weitere zwei Tage später wurde er im Riesenslalom von Alta Badia Neunter mit der Startnummer 57. Am 26. Januar 2003 gelang ihm mit dem zweiten Platz in der Hahnenkamm-Kombination von Kitzbühel die erste Podestplatzierung im Weltcup. Bei den Weltmeisterschaften 2003 in St. Moritz wurde er im Riesenslalom Fünfter.

### Etablierung an der Weltspitze
In den Saisons 2003/04 und 2004/05 klassierte sich Svindal regelmäßig und in allen fünf Disziplinen in den Punkterängen. Bei den Weltmeisterschaften 2005 in Bormio gewann er die Silbermedaille in der Kombination. Am 27. November 2005 gelang ihm beim Super-G von Lake Louise der erste Sieg in einem Weltcuprennen. Mit Top-10-Platzierungen in allen Disziplinen belegte er in der Saison 2005/06 den zweiten Platz im Gesamtweltcup. Außerdem entschied er die Super-G-Disziplinenwertung für sich, mit lediglich zwei Punkten Vorsprung auf Hermann Maier. Die Entscheidung fiel erst im letzten Rennen, als Svindal neun Hundertstelsekunden schneller fuhr als der Österreicher. Hingegen war bei den Olympischen Winterspielen 2006 ein fünfter Platz das beste Ergebnis.
Bei den Weltmeisterschaften 2007 in Åre gewann Svindal Goldmedaillen in der Abfahrt und im Riesenslalom. Im Laufe der Saison 2006/07 duellierte er sich mit Benjamin Raich um den Sieg in der Weltcup-Gesamtwertung. Die Entscheidung fiel erst beim Weltcupfinale in Lenzerheide knapp zugunsten Svindals, als er drei Rennen in Folge für sich entscheiden konnte und im abschließenden Slalom gerade noch den für Punktegewinne notwendigen 15. Platz erreichte, was trotz Raichs Rennsieg den knappen Vorsprung von 13 Punkten ergab. Außerdem entschied er den Riesenslalom- und den Kombinationsweltcup für sich. Daraufhin gewann er die Wahl zu Norwegens Sportler des Jahres, die Aftenposten-Goldmedaille und den Skieur d’Or.

### Verletzungspause und Comeback
Zu Beginn der Saison 2007/08 gelangen Svindal zunächst zwei weitere Siege. Doch am 27. November 2007 stürzte er im Training zur Abfahrt in Beaver Creek schwer und erlitt dabei einen Jochbeinbruch, einen doppelten Nasenbeinbruch und eine tiefe Schnittwunde am Gesäß. Aufgrund der Schwere der Verletzungen – vorübergehend musste ein künstlicher Darmausgang gelegt werden – verbrachte er mehrere Wochen im Krankenhaus und konnte in jenem Winter keine Rennen mehr bestreiten.
Svindal fand aber bereits im Folgewinter 2008/09 wieder den Anschluss an die Weltspitze. Auf der Piste Birds of Prey in Beaver Creek, wo er knapp ein Jahr zuvor schwer gestürzt war, siegte er im Dezember 2008 sowohl in der Abfahrt als auch im Super-G, womit ihm ein beeindruckendes Comeback gelang. Bei den Weltmeisterschaften 2009 in Val-d’Isère gewann er die Goldmedaille in der Super-Kombination und die Bronzemedaille im Super-G. Erneut kam es zu einem Wettstreit mit Raich um die Gesamtwertung des Weltcups. Vor dem letzten Rennen der Saison, dem Slalom beim Weltcupfinale in Åre, führte der Norweger mit zwei Punkten Vorsprung. Sowohl Raich als auch Svindal schieden aus, womit letzterer zum zweiten Mal und mit dem knappsten Vorsprung in der Geschichte des Weltcups die Gesamtwertung für sich entschied. Hinzu kam der Sieg in der Super-G-Disziplinenwertung.

### Olympiasieger und Weltmeister
In der Weltcupsaison 2009/10 gewann Svindal ein Rennen, in der Gesamtwertung und in den Disziplinenwertungen konnte er nicht ganz das Niveau des vorherigen Winters halten. Jedoch gewann er bei den Olympischen Winterspielen 2010 in Vancouver in der Abfahrt die Silbermedaille, wurde Olympiasieger im Super-G und komplettierte schließlich seinen Medaillensatz mit der Bronzemedaille im Riesenslalom. In der Saison 2010/11 siegte Svindal wie im Vorjahr in einem Weltcuprennen. Ebenfalls wie im Vorjahr belegte er Rang vier im Gesamtweltcup. Bei den Weltmeisterschaften 2011 in Garmisch-Partenkirchen verteidigte er seinen Weltmeistertitel in der Super-Kombination erfolgreich. Im Riesenslalom führte er nach dem ersten Durchgang, fiel dann aber auf den vierten Platz zurück. In der Gesamtweltcupwertung belegte er ebenfalls den vierten Platz.
Im Weltcupwinter 2011/12 zeigte Svindal beständig gute Leistungen und klassierte sich insgesamt 21 Mal in den Top 10. Podestplätze fielen etwas spärlicher aus. Er gewann einen Super-G in Lake Louise und eine Abfahrt in Schladming, hinzu kamen zwei zweite und ein dritter Platz. Mit 13 Punkten Vorsprung auf Didier Cuche entschied er zum dritten Mal die Super-G-Disziplinenwertung für sich, in der Gesamtwertung belegte er den dritten Platz.
Eine deutliche Steigerung gelang Svindal im Weltcupwinter 2012/13. In den ersten vier Super-G-Rennen des Winters siegte er dreimal (in Lake Louise, Gröden und Kitzbühel) und wurde einmal Zweiter. Dazu gewann er die Abfahrt von Lake Louise, gefolgt von zwei weiteren Podestplätzen in dieser Disziplin. Bis zur ersten Januarhälfte führte er in der Gesamtwertung vor Marcel Hirscher. Jedoch musste er den Österreicher an sich vorbeiziehen lassen, nachdem er in Wengen nur 14. der Super-Kombination geworden war und in der Lauberhornabfahrt nach einem Sturz ausschied. Bei den Weltmeisterschaften 2013 in Schladming galt er als Favorit für den Super-G. Er lag bis kurz vor dem Ziel in Führung, fiel dann aber nach einem Fahrfehler auf den dritten Platz zurück und gewann die Bronzemedaille. Drei Tage später gelang ihm bei diesen Weltmeisterschaften der zweite Titelgewinn in der Abfahrt. Zwei Wochen vor Saisonende entschied er zum vierten Mal die Super-G-Disziplinenwertung für sich. Mit seinem Sieg im Super-G von Kvitfjell konnte er zum ersten Mal in seiner Karriere sein Heimrennen gewinnen. Nachdem die letzte Abfahrt der Saison beim Weltcupfinale in Lenzerheide abgesagt werden musste, stand er auch in dieser Disziplinenwertung als Sieger fest.
In der Weltcupsaison 2013/14 zeigte Svindal weiter konstant starke Leistungen in den Speed-Disziplinen. Wie auch schon im Jahr zuvor hieß sein härtester Konkurrent im Kampf um den Gesamtweltcup Marcel Hirscher. Bei den Olympischen Winterspielen 2014 in Sotschi zählte er in der Abfahrt und im Super-G zu den Topfavoriten, ging jedoch leer aus. Dies war nach den Weltmeisterschaften in St. Moritz und den Olympischen Winterspielen in Turin erst das dritte Großereignis, bei dem er ohne Medaille blieb. Im weiteren Verlauf der Saison sicherte er sich frühzeitig zum 2. Mal den Abfahrts-Weltcup und bereits zum fünften Mal den Super-G-Weltcup. Nur Hermann Maier gelang es, ebenfalls fünfmal die kleine Kristallkugel im Super-G zu gewinnen.

### Saisonausfall, Comeback und erneute Verletzung
Wenige Tage vor Beginn der Saison 2014/15 erlitt Svindal beim Fußballspielen einen Riss der Achillessehne. Zunächst schien es, als könne er in jenem Winter kein Rennen bestreiten. Doch die Heilung verlief weitaus schneller als ursprünglich angenommen. Svindal erhielt eine Skischuh-Spezialanfertigung, die es ihm ermöglichte, trotz der weiterhin geschwollenen Sehne Ski zu fahren. Ohne zuvor einen Renneinsatz gehabt zu haben, startete er bei den Weltmeisterschaften 2015 und wurde sowohl im Super-G als auch in der Abfahrt starker Sechster.
Svindal startete eindrucksvoll in den Weltcupwinter 2015/16, als er sieben der ersten neun Speedrennen für sich entscheiden konnte. Im Gesamtweltcup bahnte sich daher erneut ein Zweikampf zwischen ihm und Marcel Hirscher an. Vor der Abfahrt in Kitzbühel führte Svindal 107 Punkte vor Hirscher und ging am 23. Januar 2016 als Favorit ins Rennen. In der Kompression nach der Hausbergkante stürzte Svindal schwer, wie bereits die Österreicher Reichelt und Streitberger vor ihm. Er konnte aufstehen und selbst weitergehen, wurde dann aber zur Untersuchung nach Innsbruck gebracht, wo ein Riss des vorderen Kreuzbandes und des Meniskus im rechten Knie diagnostiziert wurde. Er fiel mehrere Monate aus.

### Comeback, Olympiagold und erneute Verletzung
Am 2. Dezember 2016 gab Svindal beim Super-G von Val-d’Isère sein Comeback nach seiner Verletzung und landete auf dem 2. Platz. Am Tag darauf erreichte er bei der Abfahrt den 3. Platz. In der Abfahrt von Gröden schaffte er es mit einem 2. Platz erneut auf das Podest. Wegen Knieproblemen musste Svindal die Saison 2016/17 vorzeitig beenden.
In der Saison 2018/19 fuhr Svindal drei Podestplätze ein, davon ein Sieg im Super-G in Gröden. Für das Kitzbühel-Wochenende musste er wegen Knieproblemen passen. Bei den Olympischen Winterspielen 2018 gewann er Gold in der Abfahrt. Am 26. Januar 2019 gab er bekannt, dass er seine Karriere mit den Skiweltmeisterschaften 2019 in Åre beenden werde. Nach einem enttäuschenden 16. Platz im WM-Super-G trat er am 9. Februar 2019 zur Abfahrt an und gewann zum Abschluss seiner Karriere die Silbermedaille, nur zwei Hundertstelsekunden hinter seinem Landsmann Kjetil Jansrud.

### Zeit nach dem Karriereende
Im Jahr 2021 gewann Svindal die zwölfte Staffel der Reality-Serie Mesternes mester. Anschließend wurde bekannt gegeben, dass er ab der 13. Staffel die Moderation der Sendung übernehme.

## Privates
Svindal war von 2010 bis 2013 mit der US-amerikanischen Skirennläuferin Julia Mancuso liiert. In seiner Freizeit widmet er sich dem Freeriden und war bereits in mehreren Freeride-Filmdokumentationen zu sehen.
Während seiner Karriere investierte er in börsenorientierte Aktien. Spätestens seit seinem Rücktritt verlagerte er seine Investitionen in verschiedene Start-ups, die wirtschaftlich nachhaltig ausgerichtet sind. Bei einigen dieser Firmen sitzt er im Aufsichtsrat. Darüber hinaus hat Svindal die Skibekleidungslinie Sweet Protection entworfen. Im November 2020 erschien seine Autobiografie mit dem Titel Größer als ich. Die Autobiografie (original: Større enn meg. En selvbiografi) in deutscher Übersetzung.
Svindal ist seit 2020 mit der norwegischen Leichtathletin Amalie Iuel liiert. Zusammen haben sie ein Kind (* 2023). Im September 2022 machte er seine Erkrankung an Hodenkrebs öffentlich.

## Erfolge

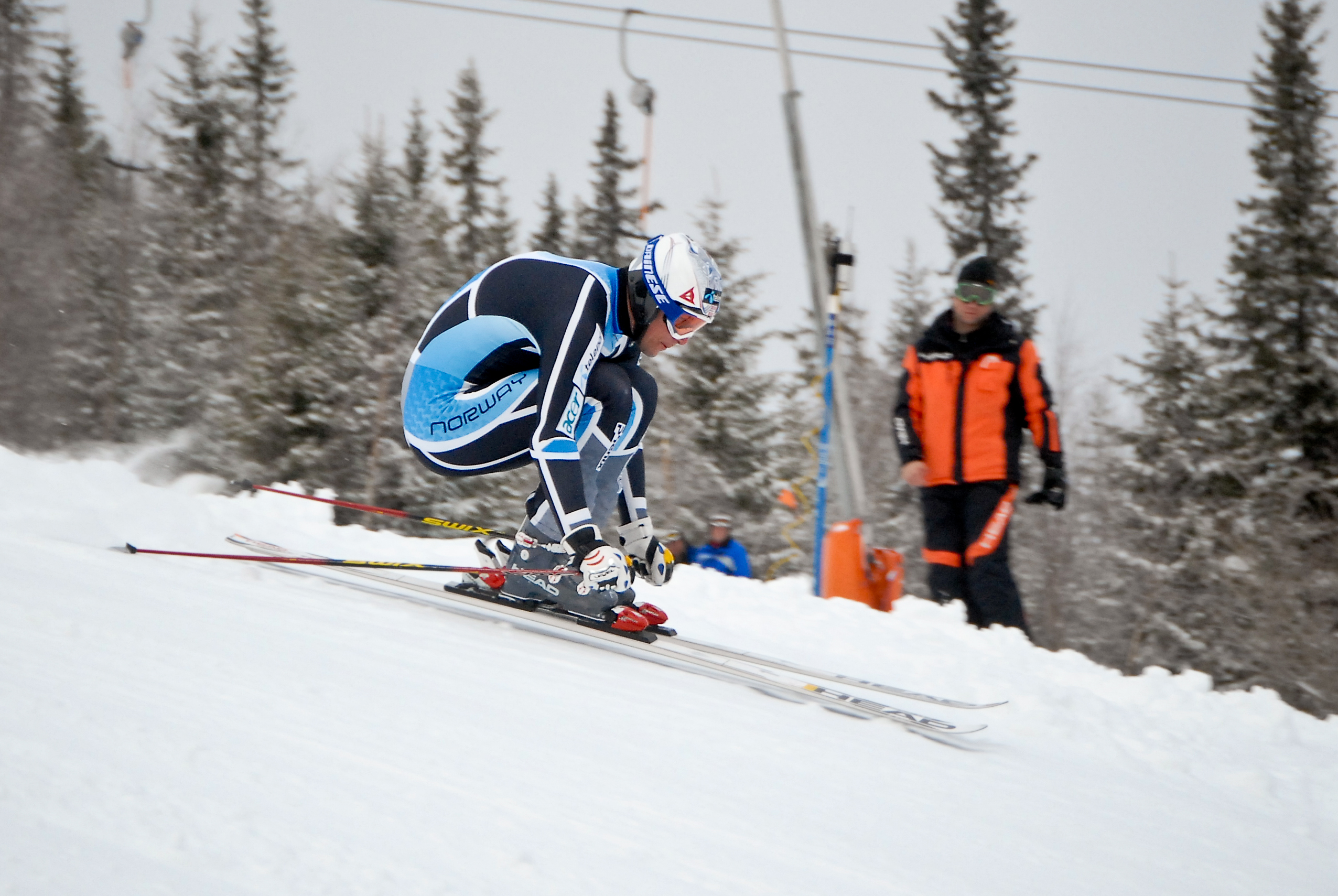
Aksel Lund Svindal beim Training im März 2010

### Olympische Spiele
- Turin 2006: 5. Super-G, 6. Riesenslalom, 21. Abfahrt
- Vancouver 2010: 1. Super-G, 2. Abfahrt, 3. Riesenslalom
- Sotschi 2014: 4. Abfahrt, 7. Super-G, 8. Super-Kombination
- Pyeongchang 2018: 1. Abfahrt, 5. Super-G

### Weltmeisterschaften
- St. Moritz 2003: 5. Riesenslalom, 22. Abfahrt
- Bormio 2005: 2. Kombination, 6. Riesenslalom, 7. Abfahrt, 7. Super-G, 12. Slalom
- Åre 2007: 1. Abfahrt, 1. Riesenslalom, 5. Super-Kombination, 13. Super-G
- Val-d’Isère 2009: 1. Super-Kombination, 3. Super-G, 9. Riesenslalom, 11. Abfahrt
- Garmisch-Partenkirchen 2011: 1. Super-Kombination, 4. Riesenslalom, 5. Abfahrt
- Schladming 2013: 1. Abfahrt, 3. Super-G, 4. Riesenslalom
- Vail/Beaver Creek 2015: 6. Super-G, 6. Abfahrt
- Åre 2019: 2. Abfahrt, 16. Super-G

### Weltcupwertungen
| Saison  | Gesamt                              | Gesamt                              | Abfahrt                             | Abfahrt                             | Super-G                             | Super-G                             | Riesenslalom                        | Riesenslalom                        | Slalom                              | Slalom                              | Kombination                         | Kombination                         | CityEvent                           | CityEvent                           |
| Saison  | Platz                               | Punkte                              | Platz                               | Punkte                              | Platz                               | Punkte                              | Platz                               | Punkte                              | Platz                               | Punkte                              | Platz                               | Punkte                              | Platz                               | Punkte                              |
| ------- | ----------------------------------- | ----------------------------------- | ----------------------------------- | ----------------------------------- | ----------------------------------- | ----------------------------------- | ----------------------------------- | ----------------------------------- | ----------------------------------- | ----------------------------------- | ----------------------------------- | ----------------------------------- | ----------------------------------- | ----------------------------------- |
| 2002/03 | 39.                                 | 225                                 | 58.                                 | 4                                   | 23.                                 | 54                                  | 26.                                 | 54                                  | 38.                                 | 33                                  | 4.                                  | 80                                  | –                                   | –                                   |
| 2003/04 | 19.                                 | 396                                 | 36.                                 | 40                                  | 15.                                 | 138                                 | 19.                                 | 103                                 | 41.                                 | 38                                  | 6.                                  | 77                                  | –                                   | –                                   |
| 2004/05 | 21.                                 | 370                                 | 30.                                 | 83                                  | 11.                                 | 156                                 | 17.                                 | 96                                  | 37.                                 | 35                                  | –                                   | –                                   | –                                   | –                                   |
| 2005/06 | 2.                                  | 1006                                | 13.                                 | 182                                 | 1.                                  | 284                                 | 10.                                 | 195                                 | 13.                                 | 205                                 | 7.                                  | 140                                 | –                                   | –                                   |
| 2006/07 | 1.                                  | 1268                                | 7.                                  | 321                                 | 5.                                  | 181                                 | 1.                                  | 416                                 | 21.                                 | 118                                 | 1.                                  | 232                                 | –                                   | –                                   |
| 2007/08 | 40.                                 | 234                                 | 45.                                 | 14                                  | 22.                                 | 100                                 | 19.                                 | 100                                 | 50.                                 | 20                                  | –                                   | –                                   | –                                   | –                                   |
| 2008/09 | 1.                                  | 1009                                | 4.                                  | 356                                 | 1.                                  | 292                                 | 5.                                  | 260                                 | –                                   | –                                   | 11.                                 | 101                                 | –                                   | –                                   |
| 2009/10 | 4.                                  | 883                                 | 7.                                  | 248                                 | 3.                                  | 314                                 | 8.                                  | 211                                 | 54.                                 | 9                                   | 9.                                  | 101                                 | –                                   | –                                   |
| 2010/11 | 4.                                  | 789                                 | 10.                                 | 220                                 | 16.                                 | 113                                 | 2.                                  | 306                                 | –                                   | –                                   | 5.                                  | 120                                 | 5.                                  | 30                                  |
| 2011/12 | 3.                                  | 1131                                | 6.                                  | 370                                 | 1.                                  | 413                                 | 11.                                 | 205                                 | –                                   | –                                   | 5.                                  | 128                                 | 9.                                  | 15                                  |
| 2012/13 | 2.                                  | 1226                                | 1.                                  | 439                                 | 1.                                  | 480                                 | 7.                                  | 229                                 | 47.                                 | 15                                  | 5.                                  | 63                                  | 13.                                 | 15                                  |
| 2013/14 | 2.                                  | 1091                                | 1.                                  | 570                                 | 1.                                  | 346                                 | 16.                                 | 130                                 | –                                   | –                                   | 12.                                 | 45                                  | –                                   | –                                   |
| 2014/15 | verletzungsbedingt keine Ergebnisse | verletzungsbedingt keine Ergebnisse | verletzungsbedingt keine Ergebnisse | verletzungsbedingt keine Ergebnisse | verletzungsbedingt keine Ergebnisse | verletzungsbedingt keine Ergebnisse | verletzungsbedingt keine Ergebnisse | verletzungsbedingt keine Ergebnisse | verletzungsbedingt keine Ergebnisse | verletzungsbedingt keine Ergebnisse | verletzungsbedingt keine Ergebnisse | verletzungsbedingt keine Ergebnisse | verletzungsbedingt keine Ergebnisse | verletzungsbedingt keine Ergebnisse |
| 2015/16 | 5.                                  | 916                                 | 2.                                  | 436                                 | 3.                                  | 310                                 | 27.                                 | 90                                  | –                                   | –                                   | 9.                                  | 80                                  | –                                   | –                                   |
| 2016/17 | 39.                                 | 220                                 | 15.                                 | 140                                 | 18.                                 | 80                                  | –                                   | –                                   | –                                   | –                                   | –                                   | –                                   | –                                   | –                                   |
| 2017/18 | 3.                                  | 886                                 | 2.                                  | 612                                 | 3.                                  | 274                                 | –                                   | –                                   | –                                   | –                                   | –                                   | –                                   | –                                   | –                                   |
| 2018/19 | 20.                                 | 419                                 | 10.                                 | 200                                 | 7.                                  | 219                                 | –                                   | –                                   | –                                   | –                                   | –                                   | –                                   | –                                   | –                                   |

### Weltcupsiege
Svindal errang 80 Podestplätze, davon 36 Siege (14 × Abfahrt, 17 × Super-G, 4 × Riesenslalom, 1 × Alpine Kombination):
| Datum             | Ort          | Land       |
| ----------------- | ------------ | ---------- |
| 15. März 2006     | Åre          | Schweden   |
| 14. März 2007     | Lenzerheide  | Schweiz    |
| 5. Dezember 2008  | Beaver Creek | USA        |
| 11. März 2009     | Åre          | Schweden   |
| 14. März 2012     | Schladming   | Österreich |
| 24. November 2012 | Lake Louise  | Kanada     |
| 6. Dezember 2013  | Beaver Creek | USA        |
| 29. Dezember 2013 | Bormio       | Italien    |
| 28. November 2015 | Lake Louise  | Kanada     |
| 4. Dezember 2015  | Beaver Creek | USA        |
| 19. Dezember 2015 | Gröden       | Italien    |
| 16. Januar 2016   | Wengen       | Schweiz    |
| 2. Dezember 2017  | Beaver Creek | USA        |
| 16. Dezember 2017 | Gröden       | Italien    |

| Datum             | Ort          | Land       |
| ----------------- | ------------ | ---------- |
| 21. Dezember 2006 | Hinterstoder | Österreich |
| 17. März 2007     | Lenzerheide  | Schweiz    |
| 28. Oktober 2007  | Sölden       | Österreich |
| 8. Januar 2011 *  | Adelboden    | Schweiz    |

| Datum             | Ort          | Land       |
| ----------------- | ------------ | ---------- |
| 27. November 2005 | Lake Louise  | Kanada     |
| 15. März 2007     | Lenzerheide  | Schweiz    |
| 25. November 2007 | Lake Louise  | Kanada     |
| 6. Dezember 2008  | Beaver Creek | USA        |
| 18. Dezember 2009 | Gröden       | Italien    |
| 27. November 2011 | Lake Louise  | Kanada     |
| 25. November 2012 | Lake Louise  | Kanada     |
| 14. Dezember 2012 | Gröden       | Italien    |
| 25. Januar 2013   | Kitzbühel    | Österreich |
| 3. März 2013      | Kvitfjell    | Norwegen   |
| 1. Dezember 2013  | Lake Louise  | Kanada     |
| 20. Dezember 2013 | Gröden       | Italien    |
| 29. November 2015 | Lake Louise  | Kanada     |
| 18. Dezember 2015 | Gröden       | Italien    |
| 22. Januar 2016   | Kitzbühel    | Österreich |
| 19. Januar 2018   | Kitzbühel    | Österreich |
| 14. Dezember 2018 | Gröden       | Italien    |

| Datum             | Ort          | Land |
| ----------------- | ------------ | ---- |
| 30. November 2006 | Beaver Creek | USA  |

* zeitgleich mit Cyprien Richard

### Europacup
- Saison 2002/03: 3. Gesamtwertung, 1. Slalomwertung, 4. Riesenslalomwertung
- 7 Podestplätze, davon 5 Siege

| Datum             | Ort           | Land      | Disziplin    |
| ----------------- | ------------- | --------- | ------------ |
| 11. Dezember 2002 | St. Vigil     | Italien   | Riesenslalom |
| 7. Januar 2003    | Kranjska Gora | Slowenien | Slalom       |
| 16. Januar 2003   | Saas-Fee      | Schweiz   | Riesenslalom |
| 24. Februar 2003  | Madesimo      | Italien   | Slalom       |
| 25. Februar 2003  | Madesimo      | Italien   | Slalom       |

### Weitere Erfolge
- 21 norwegische Meistertitel:
  - 3 × Abfahrt: 2006, 2010 und 2013
  - 5 × Super-G: 2004, 2006, 2010, 2012 und 2013
  - 4 × Riesenslalom: 2003, 2005, 2006, 2007 und 2012
  - 3 × Slalom: 2003, 2004 und 2006
  - 5 × Kombination: 2003, 2004, 2006, 2012 und 2013
- 2 Super-G-Siege im Australia New Zealand Cup
- 13 Siege in FIS-Rennen (3 × Abfahrt, 2 × Super-G, 5 × Riesenslalom, 3 × Slalom)

## Auszeichnungen
- 2007: Norwegens Sportler des Jahres
- 2007: Aftenposten-Goldmedaille
- 2007: Skieur d’Or